# Laut Dendang
Laut Dendang is een bestuurslaag in het regentschap Deli Serdang van de provincie Noord-Sumatra, Indonesië. Laut Dendang telt 15.054 inwoners (volkstelling 2010).